# فیلد (مینیاپولیس)
فیلد (به انگلیسی: Field) یک منطقهٔ مسکونی در ایالات متحده آمریکا است که در مینیاپولیس واقع شده‌است. فیلد ۲٬۳۶۶ نفر جمعیت دارد.